# Gut Barnstedt
Gut Barnstedt ist ein zeitweise zur Burg ausgebautes, spätmittelalterliches Rittergut der Familie von Estorff am Nordrand von Barnstedt im niedersächsischen Landkreis Lüneburg.

## Geschichte
Das Rittergut Barnstedt befand sich nach seiner zwischen 1330 und 1352 nicht genauer datierbaren Ersterwähnung fast 700 Jahre mit einer kurzen Unterbrechung im Besitz der Familie von Estorff. Für die Ersterwähnung der Estorff auf Barnstedt kursiert auch das Jahr 1162, doch bezieht sich diese auf das erste Auftauchen eines Angehörigen dieser Familie überhaupt ohne Verbindung mit Barnstedt. Das Lehen des Herzogtums Braunschweig-Lüneburg war ab der Mitte des 14. Jhs. mit einem Bergfried befestigt. Heinrich III. von Estorff weigerte sich, den von seinem Bruder gegen den Willen des Herzogs errichteten Bergfried abzubrechen, so dass Herzog Wilhelm ihn 1363 zerstören und niederbrennen ließ. Aufgrund finanzieller Schwierigkeiten wurde das Gut 1552 an Dietrich von Elten verkauft, der den während der Unruhen der Reformationszeit stark zerstörten Gutshof wieder aufbauen ließ. Er gelangte durch Heirat aber schon in der folgenden Generation an die von Estorff zurück. 1636 brannte das Gutshaus ab und wurde laut einer Inschrift erst 1673 auf den alten Grundmauern wiedererrichtet. Neben Barnstedt kam als das Gut in Veerßen hinzu und wurde teils als Hauptgut geführt. Die Familie von Estorff bewirtschaftete anfangs des 19. Jahrhunderts weitere Gutskomplexe im Raum Lüneburg.

Wappen derer von Estorff

Das Gut wurde von nun an weiter über mehrere Generationen der Estorff bewirtschaftet. Erwähnenswert bleibt stellvertretend als Gutsbesitzer der spätere Oberleutnant d. R. eines Husaren-Regiments Albrecht von Estorff (1855–1927), welcher auch preußischer Kammerherr wurde und Rechtsritter des Johanniterordens. Aus der genealogischen Barnstedter Linie der Familie stammt der Manager Randolf von Estorff.

## Beschreibung
Das heutige Herrenhaus besteht aus einem zweigeschossigen Fachwerkbau mit vorkragendem Obergeschoss, das auf zwei Seiten von einem Wassergraben umgeben ist. Die Gutskapelle ist als Fachwerkbau mit polygonalem Ostabschluss errichtet.

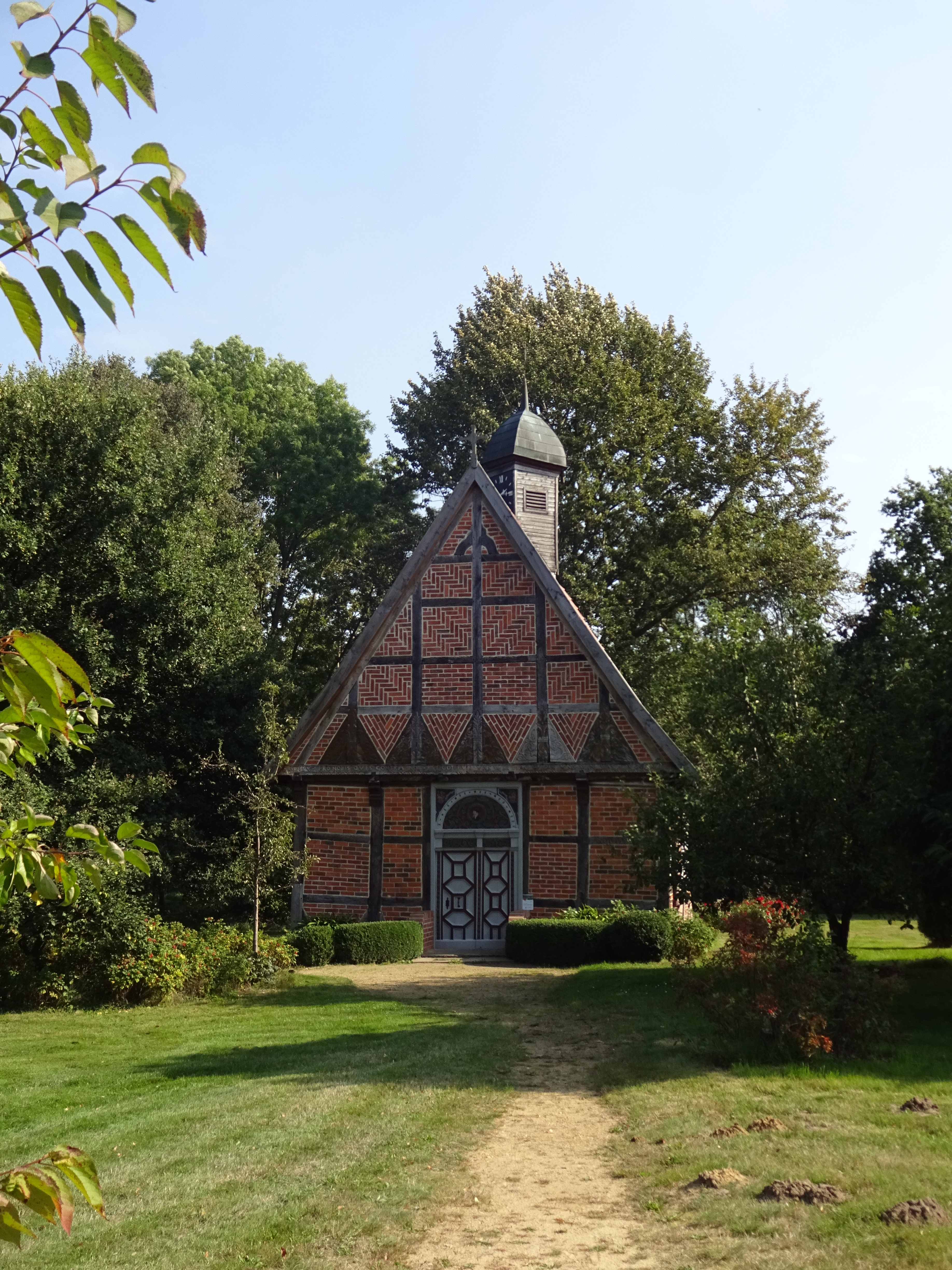
Gutskapelle Barnstedt

Zur Begüterung gehört historisch die kleine Gutskapelle im Ort, die 1985 durch den Landkreis Lüneburg eine Grundrenovierung erhielt. Die Gutskapelle wurde einst 1593 errichtet und 1731 an den heutigen Standort versetzt. Das Kirchenpatronat wurde der Familie bereits um 1288 zugeschrieben.